# Digitalt vandmærke
Et digitalt vandmærke er en vandmærke som er lagt oven på et billede. Det bliver brugt til at skrive en copyright besked eller som beskyttelse af billedet mod misbrug i form af ulovlig kopiering og gengivelse.
Et digitalt vandmærke kan alt efter brugen gøres mere eller mindre synligt.
Et eksempel på et digitalt vandmærke er printer-steganografi.

## Ekstern henvisning
- Vandmærke program Arkiveret 5. oktober 2020 hos  Wayback Machine